# 부기팝 시리즈
부기팝 시리즈(ブギーポップシリーズ, Boogiepop)는 카도노 코헤이가 글을 쓰고 오가타 코우지가 그림을 그린 일본의 라이트 노벨이다. 여기에는 반복되는 문자와 관련 플롯으로 연결된 다양한 미디어의 제목이 포함된다. 삽화로 제시된 각 장은 독자에게 무슨 일이 일어나고 있는지에 대한 스냅샷만 제시하므로 독자는 더 큰 줄거리를 이해할 수 있는 단서를 찾을 수 있다.
부기팝은 청소년 소설이라는 특징이 가장 잘 표현되어 있다. 2000년 3월까지 카도노의 부기팝 라이트 노벨 작품 200만 부가 인쇄되었다.
카도노는 14권의 라이트 노벨을 출판했으며 단편 소설을 Dengegi HP에서 연재했으며, 그 중 다수는 토와 조직의 구성원인 피트 비트(Pete Beat)에 대한 4권 시리즈로 출판되었다. 이 시리즈는 전격대왕과 전격 애니메이션에서 연재된 두 편의 만화 연재물이 그려졌다.
2000년에는 애니메이션 시리즈 부기팝 팬텀(Boogiepop Phantom)이 일본 TV에서 방영되었다. 이 시리즈를 홍보하기 위해 시미즈 카오리가 출연하는 드라마 CD가 출시되었다. 그해 말에 영화 "Boogiepop and Others"가 개봉되었다. 애니메이션과 실사 영화는 원작 라이트 노벨에서 영감을 얻었으며 더 라이트 스터프 인터내셔널(The Right Stuf International)에서 영어로도 출시되었으며 세븐 시즈 엔터테인먼트(Seven Seas Entertainment)는 라이트 노벨 4권과 만화를 출시했다.